# Krv zemlje
Krv zemlje je epizoda Dilan Doga objavljena u Srbiji premijerno u svesci #182 u izdanju Veselog četvrtka. Na kioscima se pojavila 20. januara 2022. Koštala je 350 din (2,9 €; 3,36 $). Imala je 94 strane.

## Originalna epizoda
Originalna epizoda pod nazivom Il sangua della terra objavljena je premijerno u #391 regularne edicije Dilana Doga u Italiji u izdanju Bonelija. Izašla je 30. marta 2019. Naslovnu stranicu je nacrtao Điđi Kavenađo. Scenario je napisala Paola Barbato, a nacrtala Deledera Verter. Koštala je 4,4 €.

## Prethodna i naredna epizoda
Prethodna sveska nosila je naslov Sumrak bogova (#181), a naredna Zametak (#183).

## Inflacija u Srbiji i cena sveske
Veseli četvrtak je posle dužeg vremena povećao cenu pojedinačne sveske svih regularnih izdanja. Sveska Dilan Doga sada umesto 270 košta 350 dinara (rast od 29,6 odsto). Razlog je rastuća inflacija u Srbiji tokom 2021. godine. Godišnja inflacija izmerena u decembru 2021. iznosila je 7,9 odsto. (U periodu 2014-2020. inflacija u Srbiji kretala se oko 2 odsto na godišnjem nivou.)